# Анисичкин, Фёдор Иванович
Фёдор Иванович Анисичкин (2 [15] июня 1915, дер. Култуки, Рязанская губерния — 21 сентября 1998, Новосибирск) — командир огневого взвода 139-го гвардейского артиллерийского полка 69-й гвардейской стрелковой дивизии 4-й гвардейской армии Степного фронта. Герой Советского Союза (1944).

## Биография
Родился 2 (15) июня 1915 года в деревне Култуки в семье крестьянина-бедняка. По национальности — русский. В конце 1920-х годов вместе с семьёй переехал в Сибирский край. В 1931 году окончил среднюю школу в селе Первомайское Краснозёрского района, в 1933 году — Анжерское горно-промышленное училище (Томский краевой округ), а в 1939 году — Новосибирский педагогический институт. Работал учителем математики, черчения, а затем — директором Половинской средней школы Краснозёрского района Новосибирской области.
В 1939 году был призван в армию. Обучался в артиллерийскую полковую школу, по окончании которой стал командиром орудия. В 1941 году после курсов младших лейтенантов был назначен командиром огневого взвода. Участник Великой Отечественной войны с июля 1941 года. В августе 1941 года был контужен. После выздоровления участвовал в боях под Сталинградом, за что был награждён медалью «За отвагу». Также участвовал в Курской битве и форсировании Днепра. Сражался на Калининском, Степном, 2-м и 3-м Украинском фронтах. Член ВКП(б)/КПСС с 1943 года.
Во время наступления 139-й гвардейский артиллерийский полк 69-й гвардейской стрелковой дивизии, в котором служил Фёдор Анисичкин, подошёл к Днепру. 7 октября 1943 года в числе первых переправился через Днепр в районе села Градижск (ныне посёлок городского типа Глобинского района Полтавской области). Под огнём противника установил три орудия своего взвода на прямую наводку и открыл по врагу огонь, тем самым обеспечил переправу пехоты через реку. В ходе боя за плацдарм взвод под его командованием уничтожил противотанковое орудие, два пулемёта, совместно с другими подразделениями отразил три вражеские контратаки.
10 октября, отражая контратаку немцев, взвод Фёдора Анисичкина подбил 5 вражеских танков — 2 «тигра» и 3 средних. В ходе боя получил ранение, но остался в строю.
В Корсунь-Шевченковской операции будучи капитаном командовал батареей, а затем и дивизионом.
Указом Президиума Верховного Совета СССР «О присвоении звания Героя Советского Союза офицерскому, сержантскому и рядовому составу Красной Армии» от 22 февраля 1944 года за «образцовое выполнение боевых заданий командования при форсировании реки Днепр, развитие боевых успехов на правом берегу реки и проявленные при этом отвагу и геройство» удостоен звания Героя Советского Союза с вручением ордена Ленина и медали «Золотая Звезда» (№ 2587).
В апреле 1945 года в боях за Вену получил тяжёлое ранение.
С 1946 года — в запасе. 
Работал директором школы в Краснозёрском, с 1950 года — секретарём Весёловского района и директором совхоза в Мошковском районе. С 1960 года жил в Новосибирске. Работал директором средней школы № 40, с 1965 по 1967 год — директором средней школы № 170.
Скончался 21 сентября 1998 года на 84-м году жизни. Похоронен на Заельцовском кладбище Новосибирска.

## Награды
- Герой Советского Союза
- Орден Ленина
- 2 Ордена Отечественной войны I степени
- Орден Отечественной войны II степени
- Орден Красной Звезды
- Орден «Знак Почёта»
- Медаль «За отвагу» и др. медали

## Память
- В Новосибирске на доме, в котором жил Фёдор Иванович Анисичкин (Ядринцевская улица № 27), установлена мемориальная доска.
- Имя Героя носила пионерская дружина школы в его родной деревне.
- На территории 428 гвардейского Звенигородского Краснознамённого ракетного полка оборудован уголок Ф. И. Анисичкина.
- С 2010 года Краснозерская Общеобразовательная Школа № 2, находящаяся в р.п. Краснозерское Новосибирской области носит имя Ф. И. Анисичкина.
- В городе Спас-Клепики установлен бюст Ф. И. Анисичкина.
- Портрет героя размещён на стеле в Первомайском парке в центре Новосибирска.
- Портрет Героя размещён на щите в посёлке городского типа Тума

Памятник Ф. И. Анисичкину в городе Спас-Клепики
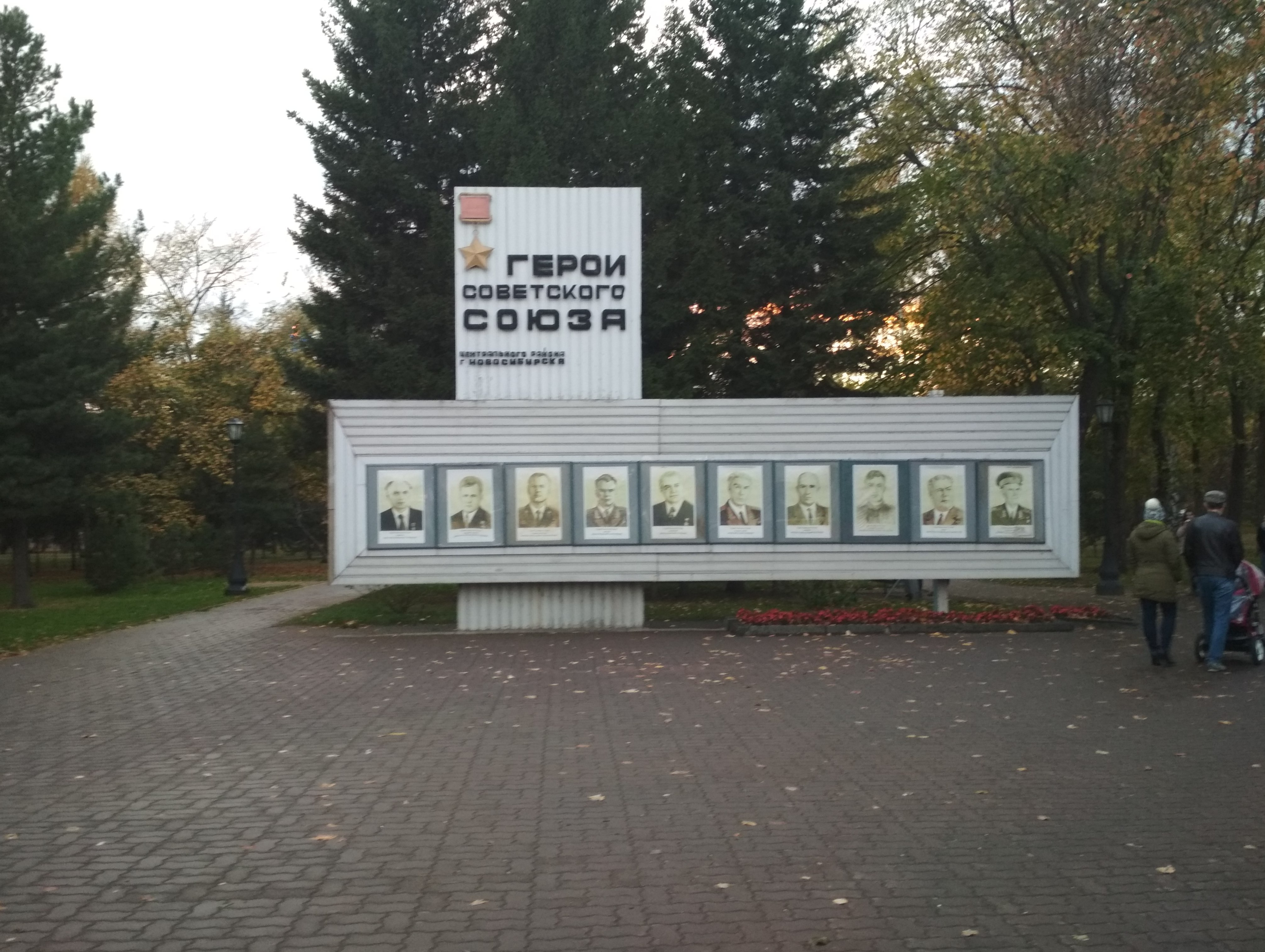
Стела в Первомайском сквере в центре Новосибирска, где размещён портрет героя
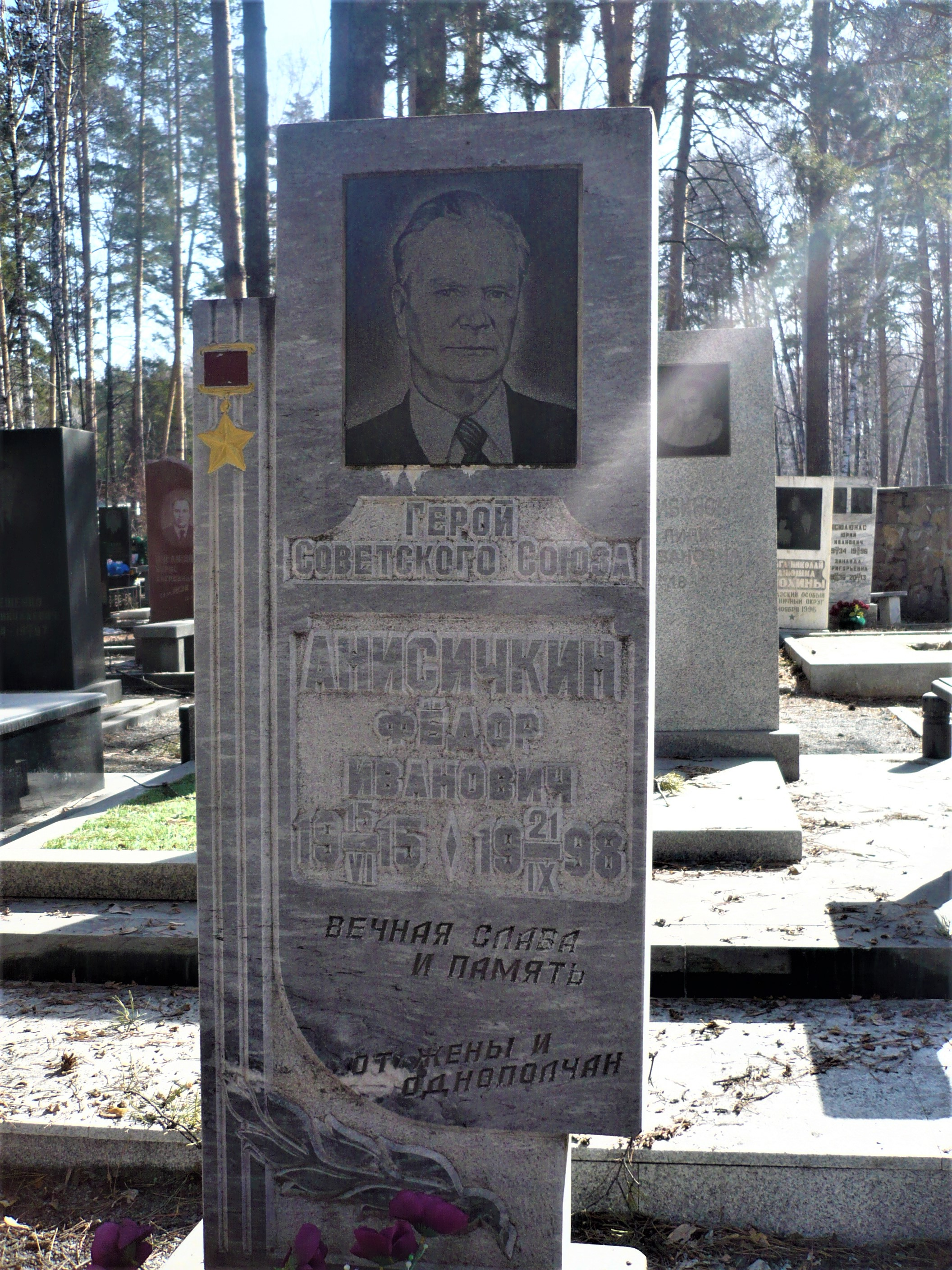
Могила на Заельцовском кладбище Новосибирска